# Ånässjön
Ånässjön är en sjö i Vindelns kommun i Västerbotten och ingår i Umeälvens huvudavrinningsområde. Sjön har en area på 1,02 kvadratkilometer och ligger 216 meter över havet. Ånässjön ligger i Vindelälven Natura 2000-område. Sjön avvattnas av vattendraget Rödån. Dess största tillflöde är Bubergsån.

## Delavrinningsområde
Ånässjön ingår i det delavrinningsområde (713027-170208) som SMHI kallar för Utloppet av Ånässjön. Medelhöjden är 244 meter över havet och ytan är 10,95 kvadratkilometer. Räknas de 3 avrinningsområdena uppströms in blir den ackumulerade arean 44,98 kvadratkilometer. Bubergsån som avvattnar avrinningsområdet har biflödesordning 4, vilket innebär att vattnet flödar genom totalt 4 vattendrag innan det når havet efter 78 kilometer. Avrinningsområdet består mestadels av skog (62 procent) och jordbruk (10 procent). Avrinningsområdet har 1,17 kvadratkilometer vattenytor vilket ger det en sjöprocent på 10,7 procent.